# Marine van de Sovjet-Unie

Vlag van de Marine van de Sovjet-Unie (1950–1991)

Geus van de Marine van de Sovjet-Unie

De Marine van de Sovjet-Unie (Russisch: Военно-морской флот СССР, Vojenno-morskoj flot SSSR, "Zeestrijdkrachten van de USSR") was de maritieme tak van de strijdkrachten van de Sovjet-Unie en werd vaak aangeduid met Rode Vloot. De Sovjetmarine zou in geval van een totale oorlog met de NAVO de konvooien vanuit Noord-Amerika die versterking aanvoerden over de Atlantische Oceaan voor West-Europa, moeten tegenhouden. Zo'n conflict is nooit ontstaan, maar toch kwam de marine een aantal malen in actie gedurende de Koude Oorlog. De marine was onderverdeeld in vier vloten: Noordelijke Vloot, Pacifische Vloot, Zwarte Zeevloot en de Baltische Vloot. Het Kaspische Flottielje was een semi-onafhankelijke formatie onder hetzelfde bevel als de Zwarte Zeevloot, terwijl het Indische Oceaan Squadron zijn eenheden en orders kreeg van de Pacifische Vloot. Andere onderdelen waren de Maritieme Luchtvaart, Maritieme Infanterie (gelijk aan mariniers) en kustartillerie. De marine van de Sovjet-Unie werd omgevormd tot de Russische Marine bij het uiteenvallen van de Sovjet-Unie in 1991.

## Geschiedenis

### Vroege geschiedenis
Het merendeel van de Russische zeelieden was blij met de Russische Revolutie, waaraan ze dan ook deelnamen. Al eerder, in 1905, rebelleerden zeelieden van het Keizerlijk Russische slagschip Potjomkin van de Zwarte Zeevloot. In 1906 namen rebellerende soldaten de controle over van enkele kustfortificaties bij Helsinki, die ongedaan gemaakt werden door een bombardement van tsaristisch gezinde slagschepen van de Baltische Vloot.
De Sovjetmarine werd gevormd in 1917 uit de restanten van de Russische Keizerlijke Marine. Vele schepen bleven na de Oktoberrevolutie in dienst, meestal onder een andere naam. Als eerste schip van de Sovjetmarine kan de kruiser Aurora gezien worden. Het voorste kanon van dit schip opende op 27 oktober 1917 het vuur op het Winterpaleis in Sint-Petersburg en gaf daarmee het startschot voor de Oktoberrevolutie. In maart 1921 rebelleerden de zeelieden van Kronstadt tegen de Bolsjewieken (opstand van Kronstadt), en eisten vrijheid van meningsuiting en het sluiten van de concentratiekampen, maar dit werd meedogenloos de kop in gedrukt door de bevelhebber van het Rode Leger, Leon Trotski.
De Sovjetmarine, opgericht als de "Arbeiders- en Boeren Rode Vloot" (Russisch: Рабоче-Крестьянский Красный флот, Rabotsje-Krestjanskij Krasny Flot of RKKF) in 1918, was in vervallen staat tijdens het interbellum, met een paar verouderde slagschepen, maar geen vliegdekschepen. Omdat de aandacht van het land vooral intern lag, kreeg de Marine weinig middelen voor materieel of training. Een blijk van het gebrek aan international prestige van de marine van de Sovjet-Unie was dat die in 1921 niet uitgenodigd werd bij de Maritieme overeenkomst van Washington, die diende tot het beperken van de groottes en capaciteiten van de sterkste marines.
In de jaren 1930, toen de industrialisatie van de Sovjet-Unie op gang kwam, werden er plannen gemaakt om de Sovjetmarine uit te breiden tot een van de krachtigste ter wereld. Deze strijdmacht werd gebouwd rond een kern van krachtige Sovetski Sojoez-klasse-slagschepen. Dit bouwprogramma was in zijn beginfase ten tijde van de Duitse invasie in 1941, hetgeen leidde tot uitstel.
In de Winteroorlog van 1939-1940 was de marine betrokken bij schermutselingen op de Oostzee, voornamelijk artilleriebeschietingen tussen Finse forten en Sovjetkruisers en -slagschepen.

### Grote Patriottische Oorlog
Aan het begin van de Grote Patriottische Oorlog, zoals de Tweede Wereldoorlog in de Sovjet-Unie heette, werden de meeste zeelieden en marinekanonnen ingezet om het Rode Leger te helpen en ze leverden strijd in vrijwel elke grote slag aan het Oostfront. Sovjetmarinepersoneel speelde met name een grote rol bij de slagen om Odessa, Sebastopol, Stalingrad, Novorossiejsk, Toeapse en Leningrad.
De samenstelling van de Sovjetvloot was erg gemengd, met enkele pre-WOI schepen (Novik-klasse torpedobootjagers, enkele kruisers, alle slagschepen), enkele moderne schepen, gebouwd in Europa (zoals de Italiaanse torpedobootjager Tashkent), enkele vooroorlogse moderne schepen (4 Kirov-klasse kruisers, 46 Type 7 en Type 7U torpedobootjagers) en ongeveer 300 duikboten. Tijdens de oorlog zijn vele ervan vernietigd, voornamelijk door vliegtuigen en zeemijnen, maar er arriveerden ook overmeesterde Roemeense torpedobootjagers en Lend-Lease kleine schepen van de VS, evenals oude US Navy slagschip en kruiser, gegeven in ruil voor het Sovjetdeel van de Italiaanse marine.
In de Oostzee, na de verovering van Tallinn, werden oppervlakteschepen geblokkeerd in Leningrad en Kronsjtadt door mijnenvelden, alwaar ze deelnamen in de luchtafweer van de stad en het bombarderen van Duitse stellingen. Een goed voorbeeld is het slagschip Marat, een verouderd schip van vóór de Eerste Wereldoorlog, dat zonk terwijl het voor anker lag door Duitse Stuka's in 1941. De rest van de oorlog diende het nog boven water uitstekende deel als batterij.
In de Zwarte Zee werden veel schepen beschadigd door mijnenvelden en de luchtmacht van de Asmogendheden, maar ze bleven helpen met de verdediging van marinebases en bevoorraadden ze terwijl ze onder beleg lagen, en ook evacuatie. Zware scheepskanonnen en moedige zeelieden hielpen met de verdediging van marinebases, lang nadat ze waren ingenomen door de As-legers.
In de Noordelijke IJszee deden torpedobootjagers en kleinere schepen van de Sovjets mee aan de U-bootbestrijding en ze speelden een belangrijke rol in de luchtafweer en de bescherming van geallieerde konvooien met Lend-Lease goederen richting Moermansk en Archangelsk.
In de Grote Oceaan was de Sovjet-Unie niet in oorlog met Japan voor 1945, dus werden sommige torpedobootjagers overgedragen naar de Noordelijke Vloot.

### Koude Oorlog
Na de oorlog concludeerden de Sovjets dat ze zich ook ter zee moesten kunnen meten met het Westen tegen elke prijs. Ze begonnen aan een programma om gelijk te komen met het Westen, zo niet kwalitatief, dan in ieder geval kwantitatief. Het Sovjet-scheepsbouwprogramma hield de werven bezig met het bouwen van onderzeeërs gebaseerd op Duitse Kriegsmarine ontwerpen uit WOII. Daarna, door een combinatie van binnenlands onderzoek en technologie die was buitgemaakt op nazi-Duitsland en verkregen door spionage in het Westen, verbeterden de Sovjets langzaam hun onderzeebootontwerpen, al liepen ze in eerste instantie een generatie achter op de NAVO-landen.
De Sovjets kwamen al snel op gelijk niveau met hun westerse tegenstanders en gaven hun marine meerdere taken, waaronder ook nucleaire. De marine moest de Amerikaanse SSBN's en vliegdekschepen vernietigen, NAVO-communicatie onderscheppen en de grondtroepen ondersteunen. De Sovjets rustten hun oppervlaktevloot al snel uit met verschillende typen raketten. Een kenmerk van Sovjetontwerpen was het plaatsen van gigantische raketten op relatief kleine en snelle raketboten. In het Westen werd dat gezien als tactisch onhandig. Toch bezat de Sovjetmarine ook nog een aantal zeer grote raketkruisers met gigantische vuurkracht, zoals die van de Kirov-klasse en de Slava-klasse. Sommige van de onderzeeërs werden superieur geacht aan hun Amerikaanse tegenhangers.

#### Vliegdekschepen en luchtvaart
De Sovjetmarine hechtte langzamerhand minder waarde aan vliegdekschepen dan hun Amerikaanse rivalen, maar toch werd gedacht dat er een soort van vliegdekschip strijdmacht nodig was.

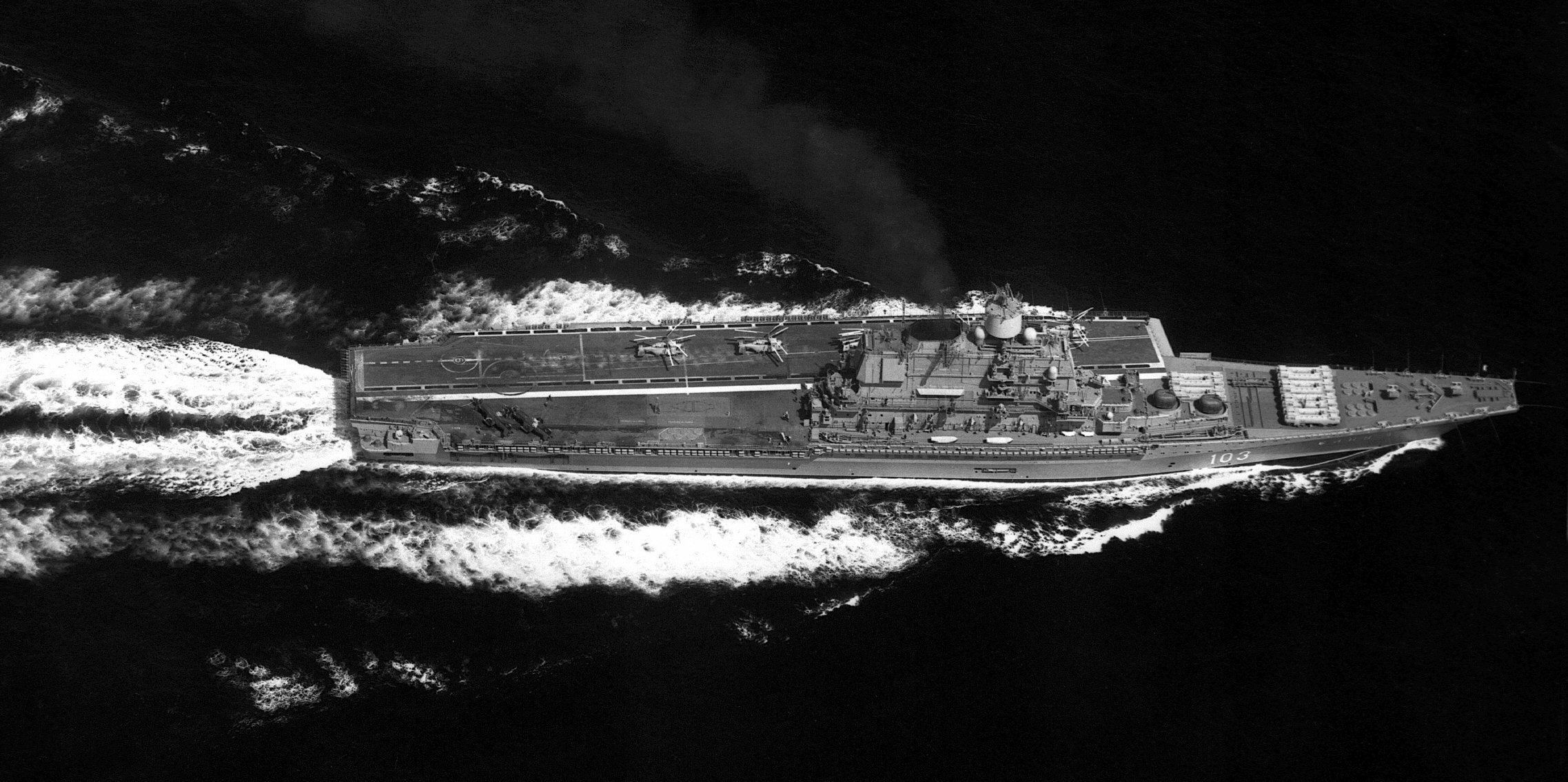
Admiraal Gorsjkov (ex Bakoe) van de Kiev-klasse

In 1968 en 1969 verschenen de Moskva-klasse helikoptervliegdekschepen, gevolgd door de eerste van vier vliegdekschepen uit de Kiev-klasse in 1973. Beide klassen konden alleen uitgerust worden met helikopters en V/STOL vliegtuigen, zoals de Jakovlev Jak-38, en er wordt gedacht dat ze vooral bedoeld waren te opereren in de buurt van marinebases, binnen het bereik van andere vliegtuigen van de Sovjet Marine Luchtvaart.
In de jaren 70 begonnen de Sovjets met Project OREL om een supervliegdekschip te bouwen, dat zich kon meten met zijn Amerikaanse tegenhangers. Het project werd geannuleerd terwijl het nog op de tekentafels lag toen strategische prioriteiten weer eens verschoven.
In de jaren 80 kreeg de Sovjetmarine haar eerste echte vliegdekschip, de Tbilisi van de Admiraal Koeznetsov-klasse, later hernoemd tot Admiraal Koeznetsov. Een onderscheidend kenmerk van Sovjet-vliegdekschepen was de offensieve raketbewapening, wat de aanwezigheid van veel escortevaartuigen, zoals bij de Westerse schepen, overbodig maakte.
In de tweede helft van de jaren 80 begon de Sovjetmarine opnieuw met de bouw van een supervliegdekschip, de Oeljanovsk, die vliegtuigen als de Soechoj Soe-33 aan boord zou hebben gehad. Hoewel het schip zijn voltooiing naderde, zorgden het Uiteenvallen van de Sovjet-Unie en een gebrek aan geld voor het einde van het project. Het onvoltooide schip werd verkocht als schroot.
Om de rol van vliegdekschepen op te vangen zette de Sovjet-marine een groot aantal strategische bommenwerpers in een maritieme rol in. Strategische bommenwerpers als de Tupolev Tu-16 en Tupolev Tu-22M werden ingezet met hogesnelheid antischeepsraketten. De primaire taak van deze toestellen was de onderschepping van NAVO bevoorradingskonvooien.

#### Onderzeeërs
Op sommige vlakken, waaronder snelheid en reactortechnologie, waren en zijn de Sovjetonderzeeërs te rekenen tot de beste van de wereld. Hun primaire tekortkomingen waren onvoldoende geluidsisolatie (Amerikaanse schepen waren stiller) en sonar technologie. De Sovjets beschikten over grote aantallen doelgericht gebouwde onderzeeërs met kruisvluchtwapens, zoals de Oscar-klasse, alsook een aantal ballistische raket-onderzeeërs en aanvalsonderzeeërs. De Sovjetonderzeeërs Typhoon-klasse zijn 's werelds grootste onderzeeërs. De aanvalsonderzeeërs van de Sovjet-Unie waren, evenals de rest van de vloot, gericht op het onderscheppen van NAVO-konvooien, maar ook op de Amerikaanse aircraft carrier battle groups.
Door de jaren heen heeft een aantal Sovjet-onderzeeërs een ongeluk gehad, de meest belangrijke op enkele nucleaire schepen. De bekendste incidenten waren die met de K-219 en de Komsomolets, beide verloren gegaan door brand, en het lek in de nucleaire reactor aan boord van de K-19. Onvoldoende nucleaire veiligheid, slecht schadeherstel en kwaliteitscontroles waren typische oorzaken voor ongelukken. In meerdere gevallen werden ongelukken van de hand gedaan als een botsing met Amerikaanse onderzeeërs. Dit werd echter niet officieel bevestigd door de US Navy, wat mede komt door het beleid om nucleaire incidenten geheim te houden.

### Het einde
Na het uiteenvallen van de Sovjet-Unie en het einde van de Koude Oorlog werd de Sovjetmarine opnieuw verwaarloosd en verdeeld onder enkele voormalige Sovjetrepublieken. Met name het lot van de Zwarte Zeevloot is een aantal jaren onduidelijk geweest, tot een overeenkomst werd bereikt tussen Rusland en Oekraïne.
Door een revolutie in Oekraïne raakte Rusland in 2014 veel invloed kwijt in het buurland. Poetin trotseerde Oekraïne en het Westen door de Krim te annexeren. Een belangrijk motief hierbij was de Zwarte Zeevloot, die de thuishaven in Sebastopol heeft.
Albanië · België · Bulgarije · Denemarken · Duitsland · Estland · Finland · Frankrijk · Griekenland · Ierland · Italië · Kroatië · Letland · Litouwen · Nederland · Noorwegen · Oekraïne · Polen · Portugal · Rusland · Roemenië · Spanje · Slovenië · Turkije · Verenigd Koninkrijk · Zweden
Voormalig: Joegoslavië · Oostenrijk-Hongarije · Sovjet-Unie